# Svizzeri in Italia
Gli svizzeri in Italia sono una grande comunità migrante, presente soprattutto a Milano e nelle province di frontiera (Varese e Como).
Nel 2014 c'erano 8.029 immigrati regolari dalla Svizzera in Italia. Nel 2006 erano 9.753. Le tre città di maggiore concentrazione degli svizzeri in Italia sono Milano, Roma e Firenze.